# Ludwig Ruckdeschel (Musiker)
Ludwig Ruckdeschel (* 1968 in München) ist ein deutscher Organist und Kirchenmusiker.

## Leben und Wirken
Ludwig Ruckdeschel wirkte bereits im Alter von 14 Jahren als Organist in seiner Kirchengemeinde. Nach dem Abitur am musischen Pestalozzi-Gymnasium studierte er Orgel, Kirchenmusik, Instrumental-Pädagogik und Musikwissenschaft an der Hochschule für Musik und Theater München und an der Ludwig-Maximilians-Universität. Seine Lehrer waren unter anderem Franz Lehrndorfer, Edgar Krapp, Wolfram Menschick und Klemens Schnorr. Zudem absolvierte er mehrere Meisterkurse. Seine Studien schloss er mit dem Meisterklassendiplom im Konzertfach Orgel, dem Kirchenmusikdiplom (A) und dem Diplom in Pädagogik ab.
Von 1996 bis 2003 war er Stiftsorganist in Altötting und parallel dazu ab 2001 Regionalkantor im Dekanat Simbach am Inn und Orgelreferent der Diözese Passau. Seit 2003 ist er Domorganist an der Orgel des Passauer Domes sowie Orgelsachverständiger im Bistum Passau. Er ist als Konzertorganist international tätig und hat sich zudem als Improvisator einen Namen gemacht. Ruckdeschel komponierte Werke für Orgel und verschiedene Ensembles und machte CD-, Radio- und Fernsehaufnahmen.
Als musikalischer Leiter betreute er zahlreiche Konzerte der Abtei Schweiklberg bei Vilshofen an der Donau, u. a. seit 2013 die 2006 begründete alljährliche „Vollmond-Orgelnacht“. Derzeit koordiniert er die Sanierung und Erweiterung der Passauer Domorgel (2020–2025), eines der derzeit größten Orgelbauprojekte weltweit.
Ruckdeschel unterrichtete von 2004 bis 2008 eine Orgelklasse als Dozent für künstlerisches und liturgisches Orgelspiel an der Hochschule für Katholische Kirchenmusik und Musikpädagogik Regensburg.

## Preise
- 1993: 1. Preis und Sonderpreis im Arthur-Piechler-Wettbewerb Landau an der Isar[2]
- 1995: Preisträger im Improvisationswettbewerb Sindelfingen
- 1995: Preisträger im Internationalen Improvisationswettbewerb Förderpreis Kloster Saarn

## Diskographie
- Orgelromantik. Porträt der Siemann-Orgel in St. Nikolaus, Übersee am Chiemsee (1996)
- Ave Regina coelorum. Marianische Orgelmusik aus der Basilika Altötting (Psallite; 2002)
- Die Orgeln der Stiftskirche in Altötting. Porträt der Jann-Orgel der Stiftskirche (Psallite; 2002)
- Klang, Raum, Dom. Orgelmusik aus drei Jahrhunderten. Aus dem Passauer Dom (Symicon; 2004)
- Klangwunder Domorgel. Meisterwerke Deutscher Orgelmusik aus dem Passauer Dom (Symicon; 2004)
- Spätromantische Orgelmusik im barocken Passauer Dom (Symicon; 2006)
- Organ Classics I. Berühmte Orgelwerke aus dem Passauer Dom (Symicon; 2010)